# Padre Garcia, Batangas
Padre Garcia là một đô thị cấp ba ở tỉnh Batangas, Philippines. Theo điều tra dân số năm 2000, đô thị này có dân số 34.504 người trong 6.334 hộ. Các đô thị giáp ranh gồm: phía bắc giáp Thành phố Lipa, phía đông giáp đô thị San Antonio, Quezon, phía nam giáp Rosario, Batangas phía tây giáp Thành phố Lipa và Rosario.

## Các đơn vị hành chính
Padre Garcia, về mặt hành chính, được chia thành 18 khu phố (barangay).
| - Banaba - Banaybanay - Bawi - Bukal - Castillo - Cawongan - Manggas - Maugat Đông - Maugat Tây | - Pansol - Payapa - Poblacion - Quilo-quilo Bắc - Quilo-quilo Nam - San Felipe - San Miguel - Tamak - Tangob |